# Gertrud Fridh

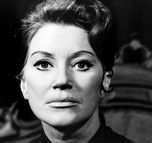

Gertrud Fridh (* 26. November 1921 in Göteborg; † 11. Oktober 1984 in Stockholm) war eine schwedische Theater- und Filmschauspielerin.

## Leben
Ab 1942 studierte sie an der Schauspielschule des Stadttheaters Göteborg. In den späten 1940er und 50er Jahren trat sie in Göteborg, Stockholm und Malmö auf. Bereits in Göteborg spielte sie unter der Regie von Ingmar Bergman, der mit ihr auch Filme wie Wilde Erdbeeren (1957), Das Gesicht und Die Stunde des Wolfs (1967) drehte.
Von 1958 bis 1977 war Gertrud Fridh Ensemblemitglied an Schwedens Nationalbühne, dem Königlichen Dramatischen Theater in Stockholm. Hier spielte sie eine Reihe großer Rollen, darunter die Phaedra in Euripides’ Hippolytos (1965). Eine ihrer meistgelobten Rollen war die der Hedda Gabler in der legendären Inszenierung des Ibsen-Stückes von Bergman 1964.
1977 zog sie sich vom Theater zurück. Ihre letzten Lebensjahre verbrachte sie in Spanien.

## Filmografie (Auswahl)
- 1947: Schiff nach Indialand (Skepp till India land)
- 1950: Insel der Sehnsucht (Två trappor över gården)
- 1957: Wilde Erdbeeren (Smultronstället)
- 1958: Das Gesicht (Ansiktet)
- 1960: Das Teufelsauge (Djävulens öga)
- 1964: Ach, diese Frauen (För att inte tala om alla dessa kvinnor)
- 1968: Die Stunde des Wolfs (Vargtimmen)

## Auszeichnungen
- 1953: Thaliapris (Schweden)
- 1966: O’Neill-stipendiet (Schweden)